# Gericault
Gericault, född 7 november 2019, är en tysk varmblodig travhäst. Han tränas av Vincent Martens och körs av Christophe Martens.
Han har hiitills sprungit in 245 491 euro på 12 starter, varav 4 segrar, 1 andraplats och 3 tredjeplatser. Han har tagit karriärens hittills största seger i Prix de Mirande (2024). Han har även segrat i Prix de Chateau-Thierry (2022), Prix de Chateau Chinon (2022), Prix de Bourigny (2023) samt kommit på andra plats i Prix de Picardie (2023) och på tredjeplats i Prix de Mansle (2022) och Prix Dominik Cordeau (2024).
Han kom även på tredjeplats i ett försök till Grand Prix l'UET (2023) men i finalen blev han oplacerad.

## Statistik
| Statistik för Gericault (Ref.) | Statistik för Gericault (Ref.) | Statistik för Gericault (Ref.) | Statistik för Gericault (Ref.) | Statistik för Gericault (Ref.) | Statistik för Gericault (Ref.) |
| ------------------------------ | ------------------------------ | ------------------------------ | ------------------------------ | ------------------------------ | ------------------------------ |
| Starter                        | Placeringar                    | Startprissumma                 | Segerprocent                   | Platsprocent                   | Rekord                         |
| 12                             | 4-1-3                          | 245 491 euro                   | 33 %                           | 67 %                           | 1.10,1ak,                      |

### Större segrar
| År   | Lopp                    | Kusk               | Vinstbelopp | Grupp   |
| ---- | ----------------------- | ------------------ | ----------- | ------- |
| 2022 | Prix de Chateau-Thierry | Christophe Martens | 29 700 EUR  | Grupp 3 |
| 2022 | Prix de Chateau Chinon  | Christophe Martens | 36 000 EUR  | Grupp 2 |
| 2024 | Prix de Mirande         | Christophe Martens | 40 500 EUR  | Grupp 3 |